# Kunpeszér
Kunpeszér je vas na Madžarskem, ki upravno spada pod podregijo Kunszentmiklói Županije Bács-Kiskun.